# Ministerstwo Obrony Ukrainy

Naszywka mundurowa pracowników Ministerstwa Obrony Ukrainy

Sztandar Ministra Obrony Ukrainy

Ministerstwo Obrony Ukrainy (ukr. Міністерство оборони України, w skrócie Minoborony Ukrajiny, Міноборони України) – centralny organ władzy wykonawczej i administracji wojskowej Ukrainy, pod który podlegają Siły Zbrojne Ukrainy.
Ministerstwo Obrony Ukrainy jest głównym (wiodącym) organem w systemie centralnych organów wykonawczych zapewniającym realizację polityki państwa w dziedzinie obronności.
Uprawnienia Ministerstwa Obrony Ukrainy są określone w art. 10 Ustawy „O Siłach Zbrojnych Ukrainy”.

## Główne zadania
Do głównych zadań Ministerstwa Obrony Ukrainy należą:
- udział w realizacji polityki państwa w zakresie obronności i budownictwa wojskowego, koordynacja działań organów państwowych i samorządowych w celu przygotowania państwa do obrony;
- udział w analizie sytuacji wojskowo-politycznej, określaniu poziomu militarnego zagrożenia bezpieczeństwa narodowego Ukrainy;
- zapewnienie funkcjonowania, gotowości bojowej i mobilizacyjnej, zdolności bojowej i wyszkolenia Sił Zbrojnych do pełnienia przydzielonych im funkcji oraz zadań;
- prowadzenie polityki kadrowej państwa, działań na rzecz realizacji gwarancji społeczno-ekonomicznych i prawnych dla żołnierzy, członków ich rodzin i pracowników Sił Zbrojnych;
- rozwój szkolnictwa i edukacji wojskowej, umacnianie dyscypliny, porządku publicznego i kształcenia kadr;
- współdziałanie z organami państwowymi, organizacjami publicznymi i obywatelami, współpraca międzynarodowa;
- kontrola przestrzegania prawa w Siłach Zbrojnych, tworzenie warunków dla demokratycznej kontroli cywilnej nad Siłami Zbrojnymi[2].

Na czele Ministerstwa Obrony Ukrainy stoi minister powołany przez Radę Najwyższą Ukrainy na wniosek Naczelnego Dowódcy Sił Zbrojnych Ukrainy – Prezydenta Ukrainy (art. 114 Konstytucji Ukrainy).
Minister Obrony Ukrainy w ramach kompetencji, na podstawie i w ramach Konstytucji oraz ustaw, aktów i poleceń Prezydenta Ukrainy oraz aktów Gabinetu Ministrów Ukrainy wydaje rozkazy, organizuje i monitoruje ich wykonanie. Rozporządzenia Ministerstwa Obrony Ukrainy podlegają państwowej rejestracji w sposób określony przez prawo.

## Struktura
- Departament Polityki Personalnej
- Dział Prawny
- Departament Audytu Wewnętrznego
- Departament Zamówień Publicznych
- Departament Szkolnictwa Wojskowego, Edukacji, Polityki Społecznej i Humanitarnej
- Departament Wsparcia Regulacyjnego i Metodologicznego oraz Monitoringu, Użytkowania i Zbycia Nieruchomości
- Departament Finansów
- Kierownictwo Komunikacji i Prasy
- Departament Informacyjno-Organizacyjny Pracy i Kontroli
- Kierownictwo Wsparcia Regulacyjnego i Metodycznego oraz Monitoringu Własności, Użytkowania i Rozporządzania Nieruchomościami i Gruntami
- Departament Utylizacji Komponentów Paliwa Rakietowego, Pocisków i Amunicji
- Departament Polityki Wojskowo-Technicznej, Rozwoju Uzbrojenia i Sprzętu Wojskowego
- Departament Polityki Wojskowej, Planowania Strategicznego i Współpracy Międzynarodowej
- Kierownictwo Ochrony Tajemnic Państwowych
- Kierownictwo Technologii Informacyjnych
- Kierownictwo Normalizacji, Kodyfikacji i Katalogowania
- Główne Kierownictwo Rozwoju i Wsparcia Logistyki Sił Zbrojnych Ukrainy
- Kierownictwo Bezpieczeństwa Ekologicznego i Działań Rozminowania
- Główny Departament Mienia i Zasobów (w tym Czerkaskie Leśnictwo Wojskowe)
- Kierownictwo Kultury Fizycznej i Sportu
- Sztab Generalny Sił Zbrojnych Ukrainy
- Centralne Kierownictwo Wywiadowcze
- Narodowy Uniwersytet Obrony Ukrainy
- Główny Inspektorat[4]